# Rick Carter
Rick Carter (ur. 1952 w Los Angeles) – amerykański scenograf filmowy. Dwukrotny laureat Oscara za najlepszą scenografię do filmów: Avatar (2009) Jamesa Camerona i Lincoln (2012) Stevena Spielberga. Był także nominowany do tej nagrody za scenografię do filmów Forrest Gump (1994) Roberta Zemeckisa i Czas wojny (2011) Stevena Spielberga.